# Valérie Maltais
Valérie Maltais (ur. 4 lipca 1990 w La Baie) – kanadyjska łyżwiarka szybka, specjalizująca się w short tracku. Dwukrotna medalistka olimpijska i wielokrotna medalistka mistrzostw świata.
Brała udział w dwóch igrzyskach olimpijskich, debiutowała w 2010. W 2014 zdobyła srebro w sztafecie. Ma w dorobku również szereg medali mistrzostw świata: złoto na dystansie 3000 metrów w 2012, srebro w wieloboju w tym samym roku oraz sztafecie w 2010, 2013, 2014 i 2016. Po brąz w tej konkurencji sięgnęła w 2009, 2011 i 2018, ma także w dorobku brązowe medale w wieloboju (2014) na dystansie 1000 metrów (2012 i 2014) oraz 3000 metrów (2014).